# Storia della Liberia
La storia della Liberia rappresenta un caso unico nella storia africana. Lo Stato nacque infatti per iniziativa di un gruppo di schiavi affrancati di ritorno dagli Stati Uniti d'America, finanziati nel loro avventuroso viaggio da un gruppo di aziende private. La capitale del paese si chiama per questo motivo Monrovia in onore del Presidente James Monroe, che liberò moltissimi schiavi, ed anche la bandiera rievoca quella americana nelle forme e nei colori.

## Storia antica (prima del 1821)
Si ritiene che le popolazioni native della regione corrispondente all'odierna Liberia siano arrivate fra il XII e il XVI secolo da popolazioni provenienti da nord e da est. Tribù Mane, un gruppo appartenente all'etnia Mandè, giunsero nel XVI secolo dalle regioni interne delle attuali Costa d'Avorio e Ghana. I Mane avevano una struttura gerarchica con diversi capi locali e un capo supremo che risiedeva nell'area di Grand Cape Mount.
Dopo i Mane giunsero nella regione i Vai, una etnia appartenente all'Impero Mali. I Vai cercarono di occupare le zone costiere della Liberia, trovando l'opposizione del popolo Kru. Nonostante l'alleanza di Kru e Mane contro di loro, i Vai riuscirono a prendere e tenere la regione di Cape Mount.

### Commercio con gli Europei
I Portoghesi iniziarono a stabilire rapporti commerciali con le popolazioni locali a partire dalla metà del XV secolo. In seguito anche gli olandesi e gli inglesi fondarono avamposti commerciali nell'area. A parte gli insediamenti commerciali, comunque, nessuna potenza europea dimostrò interesse a colonizzare la regione.
Con gli Europei commerciarono soprattutto i Kru, prima in beni di varia natura e poi, negli anni del colonialismo, in schiavi.

## Colonizzazione (1821-1847)

### La American Colonization Society
All'inizio del XIX secolo fu fondata negli Stati Uniti la American Colonization Society (ACS), una organizzazione privata che si proponeva di "promuovere ed eseguire un progetto per la colonizzazione dell'Africa da parte delle persone di colore libere residenti negli Stati Uniti". Nel 1822, la società fondò la Liberia sulle coste dell'Africa Occidentale, e finanziò la migrazione dei neri americani verso questa "terra promessa".
Le motivazioni che spingevano i fondatori della ACS (alcuni dei quali erano proprietari di schiavi) erano varie; nella maggior parte dei casi, essi consideravano il progetto della Liberia un'alternativa più vantaggiosa rispetto a consentire agli ex-schiavi di entrare nella società statunitense. In questo senso, la creazione della Liberia ricorda i bantustan creati dal governo segregazionista sudafricano.

### La prima colonia
Le prime spedizioni di coloni (inclusa la prima, di 88 coloni, nel 1816) furono fallimentari. I coloni incontrarono la febbre gialla e l'ostilità delle popolazioni locali di etnia Mandé, e furono decimati.
Il primo insediamento di successo creato in Liberia fu Capo Mesurado, creato nel 1821. Questo insediamento costituì il primo nucleo dell'odierna Liberia, a cui seguirono New Georgia e altre colonie. Pur riproducendo in Liberia il modello di vita a cui si erano abituati negli Stati Uniti (per esempio costruendo chiese e abitazioni nello stile degli stati americani del sud) e mantenendo l'inglese come lingua principale, i coloni si mescolarono anche con i nativi del luogo.

### Colonie successive
Negli anni seguenti nacquero innumerevoli altre colonie, molte delle quali fondate da società analoghe alla ACS sorte in altri stati dell'unione (New York, Pennsylvania, Maryland e altri). Inizialmente ognuna di queste colonie ebbe una storia propria indipendente dalle altre: nacquero così Edina, Port Cresson, Maryland in Liberia, Mississippi-in-Africa e Bassa Cove. Seguì un periodo di consolidamento e unificazione, durante il quale le varie colonie confluirono gradualmente nella nuova nazione della Liberia.

### Nascita della Liberia
La colonia fu inizialmente amministrata da governatori bianchi della ACS, ma lo scopo esplicito dell'amministrazione era quello di concedere sempre più autonomia ai coloni. Nel 1841 si ebbe il primo governatore nero, Joseph Jenkins Roberts.
Negli anni 1840 la ACS andò in bancarotta, e la Liberia perse quindi la sua principale fonte di sostentamento economico. Il governo degli Stati Uniti si rifiutò di dichiarare la propria sovranità sulla colonia, e venne chiesto alla Liberia di dichiarare la propria indipendenza, cosa che avvenne il 26 luglio 1847. 

## Liberia indipendente (1847-1980)
Il nuovo stato proclamò una costituzione ispirata a quella degli Stati Uniti. Fu riconosciuto formalmente come nazione indipendente dal Regno Unito nel 1848 e dalla Francia nel 1852. Gli Stati Uniti procrastinarono il riconoscimento ufficiale fino al 1862, a causa della riluttanza espressa dai rappresentanti politici degli stati del sud, che erano preoccupati dall'insediamento di un ambasciatore di colore ed ex-schiavo a Washington. I confini della nazione furono stabiliti formalmente nell'ultimo decennio del XIX secolo.
La politica e la società della neonata Liberia erano dominati dai discendenti dei coloni americani, i cosiddetti Americo-liberiani, che tuttavia costituivano solo una frazione minima della popolazione. Il partito che li rappresentava, il True Whig Party, era l'unico partito legale del paese, e i nativi non ebbero diritto di voto fino al 1951.

### Crisi economica
Esauriti gli aiuti economici della ACS, la Liberia si trovò a fronteggiare una situazione economica molto difficile. Le esportazioni di generi come caffè, zucchero e cacao, unica risorsa economica del paese, non riuscivano a superare la competizione con altri grandi esportatori come il Brasile. Entro la fine del XIX secolo, il paese si era indebitato pesantemente nei confronti della Gran Bretagna e di altri paesi europei. Nello stesso periodo la Liberia cedette notevoli porzioni del proprio territorio alle colonie britanniche e francesi confinanti. Nel 1909, la Liberia si trovò in una situazione di bancarotta dichiarata. Lo Stato affittò grandi appezzamenti di terreno a società americane come la Firestone, che crearono piantagioni di caucciù (la Firestone, in particolare, ottenne la più grande piantagione di gomma del mondo).
La situazione raggiunse il punto di rottura nel 1930, quando la Lega delle Nazioni accusò la Liberia di sfruttare un sistema di lavoro forzato "indistinguibile dalla schiavitù". L'accusa si riferiva in particolare al reclutamento di lavoratori destinati all'isola di Fernando Póo (oggi Bioko), che avveniva in condizioni molto simili al commercio degli schiavi dei secoli precedenti. L'accusa risultò fondata; il presidente Charles King (che aveva chiesto di avviare le indagini) e il vicepresidente Allen Yancy (che risultò implicato) diedero entrambi le dimissioni, causando il collasso del potere politico nel paese.
Il nuovo presidente, Edwin Barclay, reagì al crescente discontento della popolazione applicando una politica interna fortemente repressiva.

### Seconda guerra mondiale
Durante la seconda guerra mondiale la Liberia acquisì un ruolo strategico come principale fornitore di gomma per gli Alleati dopo Ceylon. Nel 1942 la Liberia firmò in tal senso un accordo con gli Stati Uniti, beneficiando della creazione di infrastrutture logistiche (strade, aeroporti e porti). Il paese entrò ufficialmente in guerra contro Germania e Giappone nel 1944.

### La presidenza di William Tubman
Il secondo dopoguerra in Liberia fu caratterizzato dal governo di William Tubman, eletto nel 1944 e poi riconfermato alla carica di presidente per cinque mandati (per un totale di 27 anni). Tubman cercò di ridurre la distanza sociale, economica e politica fra gli Americo-liberiani e i nativi (ai quali estese il voto). Per la portata dei suoi obiettivi e delle riforme che mise in atto, Tubman fu definito "l'artefice della Liberia moderna".
Tubman riuscì ad attirare nuovi investimenti esteri in Liberia, e usò il denaro entrante per rimodernare il paese. Furono scoperti giacimenti minerari e furono costruite scuole, strade e ospedali. Durante il suo governo, inoltre, la Liberia emerse sul piano internazionale; il paese fu fra i membri fondatori sia delle Nazioni Unite che della Organizzazione di Unità Africana.
Per contro, Tubman fu accusato di essere troppo allineato alla politica statunitense, in particolare in senso anticomunista (cosa che contribuì a isolare la Liberia dai molti paesi socialisti africani dell'epoca). Inoltre, ebbe un atteggiamento decisamente autoritario nei confronti degli oppositori politici; annullò o ridusse al minimo la libertà di stampa, e utilizzò i servizi segreti per tenere sotto controllo la scena politica. Quando Tubman morì (a 74 anni, nel 1971), la tensione sociale e politica nel paese aveva da tempo ricominciato a crescere.

### La presidenza di William Tolbert

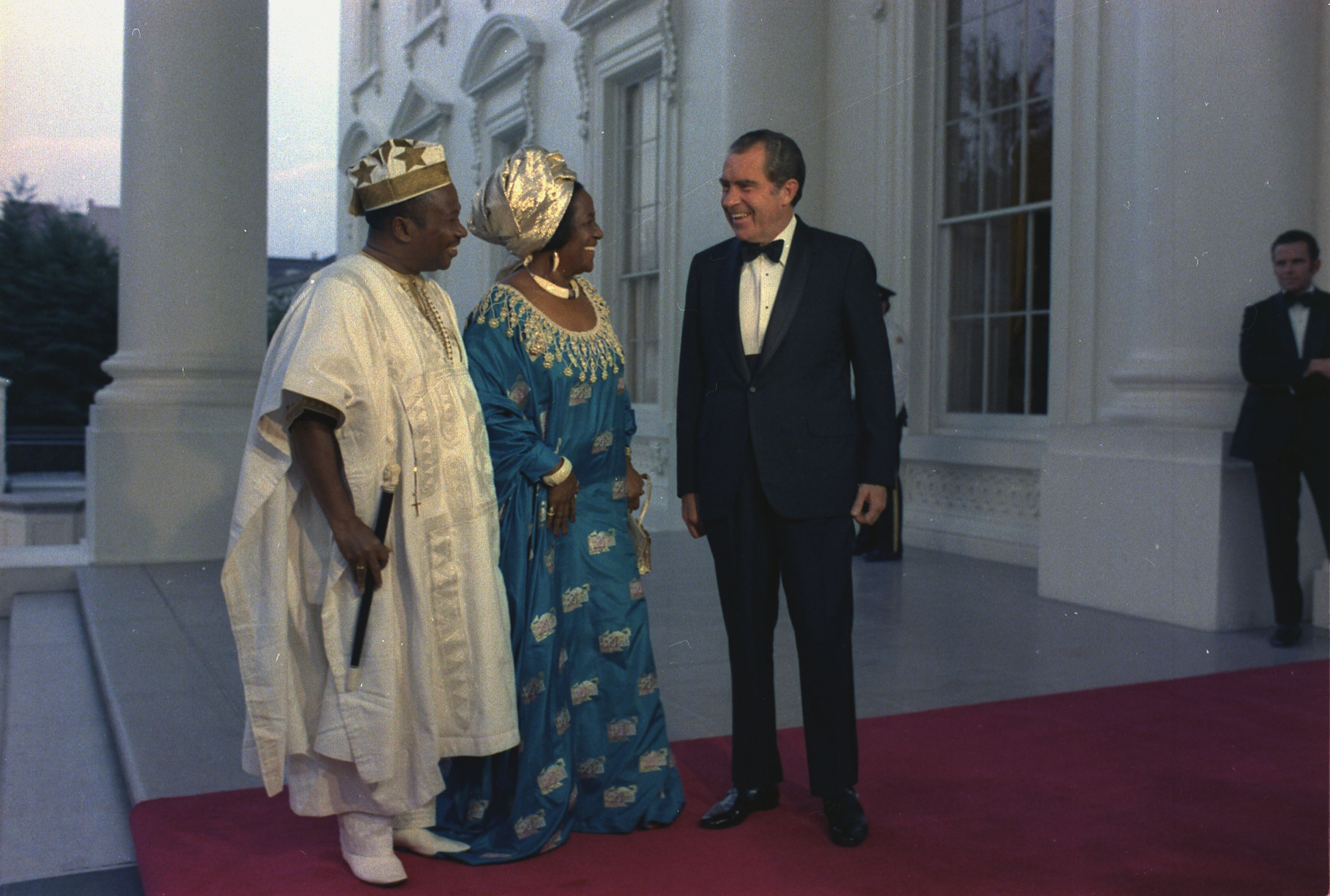
Tolbert incontra Richard Nixon (1973)

Il successore di Tubman, William R. Tolbert Jr., proseguì la politica di riforme del suo predecessore. Come Tubman, fu anche fortemente repressivo nei confronti dell'opposizione, al punto di essere accusato dagli Stati Uniti e altri paesi occidentali di violazione dei diritti umani. Stabilì relazioni diplomatiche con diversi paesi del blocco comunista (Unione Sovietica, Cina, Polonia e altri).
Nel maggio del 1975, la Liberia aderì all'Economic Community of West African States (ECOWAS).
Nel 1979, nel tentativo di risollevare l'economia locale, Tolbert propose di imporre un dazio sul riso importato dall'estero. Questa iniziativa suscitò una violenta reazione nel paese, che assunse quasi i tratti di una vera e propria guerra civile, con molti morti e danni alle infrastrutture (specialmente a Monrovia).
Nel 1980, anche in seguito al crollo dei prezzi della gomma che aveva creato ulteriori difficoltà all'economia liberiana, Tolbert iniziò a cercare la cooperazione economica con la Libia e Cuba. Pochi mesi dopo, il sergente maggiore Samuel Doe dell'esercito liberiano diede vita a un colpo di Stato in cui lo stesso Tolbert perse la vita. È stato talvolta suggerito che il colpo di Stato di Doe possa essere stato finanziato dalla CIA, al fine di impedire che la Liberia procedesse nel percorso di avvicinamento alla Libia.

## Il governo di Samuel Doe e il People's Redemption Council (1980-1989)
Il colpo di Stato guidato da Samuel Doe mise fine a 133 anni di predominio politico degli Americo-liberiani. Doe, che era un nativo di etnia Krahn, promise di far tornare il paese al regime civile entro il 1985, sospese la costituzione, e iniziò a liberare i prigionieri politici imprigionati durante il governo di Tubman e Tolbert. Venne abbozzata una nuova costituzione che prescriveva un sistema democratico multipartitico. La costituzione fu approvata con referendum nel 1984.
Sebbene il colpo di Stato fosse appoggiato dalla popolazione liberiana, Doe non era un politico esperto e non riuscì a impedire che si creassero nel paese nuove tensioni politiche ed etniche. Doe annullò anche l'opera di "disallineamento" di Tolbert, tornando a prendere posizione in modo spiccatamente filo-statunitense e anticomunista.
Nel 1984, Doe indisse elezioni democratiche per il 1985. La sua vittoria non servì a placare l'opposizione; osservatori esterni dichiararono che le elezioni non si erano svolte in modo regolare.
La linea politica di Doe divenne sempre più impopolare. Come i suoi predecessori, Doe imbavagliò la stampa e l'opposizione politica; inoltre, iniziò a insediare membri della propria etnia nelle posizioni di potere e discriminare in modo sempre più marcato altri gruppi (soprattutto i Gio e i Mano).

## Prima guerra civile (1989-1996)
Le tensioni fra le diverse etnie emerse durante il governo di Doe fecero sì che numerosi profughi sconfinassero dal nord della Liberia in Costa d'Avorio. Charles Taylor, che era stato ministro di Doe e poi imprigionato per corruzione, accolse questi profughi e li addestrò militarmente, creando un piccolo esercito chiamato National Patriotic Front of Liberia (NPFL). Il 25 dicembre 1989, l'NPFL penetrò in Liberia. Qui Taylor ricevette l'apporto di un gran numero di ribelli delle etnie Gio e Mano e di altri gruppi. La successiva guerra civile fu estremamente cruenta.
Il 9 settembre 1990 Doe fu catturato da un gruppo di ribelli fuoriuscito dall'NPFL, che lo torturarono e poi procedettero alla sua esecuzione. Sconfitto il loro nemico comune, tuttavia, i ribelli si suddivisero in fazioni contrapposte, proseguendo nei combattimenti. La guerra civile si protrasse a lungo e fu caratterizzata da episodi di pulizia etnica estremamente violenti.
Nel 1995 si tenne una conferenza di pace organizzata congiuntamente dall'ECOWAS, dalle Nazioni Unite, dall'Unione europea, dagli Stati Uniti e dall'Organizzazione di Unità Africana. In questo contesto Taylor acconsentì a un cessate il fuoco. Due anni dopo vinse le elezioni presidenziali, sebbene i combattimenti e le violenze nel paese non fossero ancora terminati del tutto. Fra l'altro, Taylor fu accusato di finanziare gruppi eversivi anche nei paesi confinanti, in gran parte usando gli introiti ricavati dall'estrazione di diamanti.

## Seconda guerra civile (1999-2003)
Nel 1999 scoppiò una nuova guerra civile, questa volta causata dalla nascita di un movimento di ribelli chiamato Liberians United for Reconciliation and Democracy (LURD), appoggiato dalla Guinea. Un terzo esercito ribelle, il Movement for Democracy in Liberia (MDL), nacque nel 2003. Taylor perse il controllo di gran parte del paese, e la stessa Monrovia fu messa sotto assedio dal LURD.
Dopo un nuovo intervento delle forze dell'ECOWAS e degli Stati Uniti, l'11 agosto 2003 Taylor diede le dimissioni, trasferendosi in esilio in Nigeria (che in seguito avrebbe decretato la sua estradizione). Fu sostituito dal vicepresidente Moses Blah, che formò un governo di transizione.

## Elezioni democratiche
Nel 2005 si tennero in Liberia elezioni democratiche multipartitiche, vinte da Ellen Johnson Sirleaf, ex impiegata della World Bank, riconfermata alle successive elezioni del 2011. Johnson Sirleaf è stata il primo capo di Stato di sesso femminile eletto della storia dell'Africa.
Alle elezioni generali del 2017 si è imposto come vincitore George Weah, ex calciatore vincitore di un pallone d'oro, sconfitto in precedenza per ben due volte e, nel frattempo, diventato senatore.